# Selbstwahrnehmung
Selbstwahrnehmung oder Eigenwahrnehmung ist die Wahrnehmung des Selbst, der eigenen Person. Sie ist zusammen mit der Selbstbeobachtung für die eigene Bewusstseinsbildung und das Selbstbewusstsein unentbehrlich. Der Gegenbegriff zur Selbstwahrnehmung ist die Fremdwahrnehmung, also die Wahrnehmung einer Person durch andere.
Dabei ist Selbstwahrnehmung keine Eigenschaft, die nur bei Menschen auftritt, wie u. a. durch den sogenannten Spiegeltest nachgewiesen wurde, sind auch zahlreiche Tiere dazu in der Lage.

## Beschreibung
Das Selbstbild wird in der Psychologie durch die Summe der Selbstwahrnehmungen geformt, ergänzt durch Mitteilungen aus Fremdwahrnehmung. Selbstwahrnehmung geschieht durch nach außen gerichtete Wahrnehmung durch die Exterorezeptoren, also von Gesichts-, Gehör-, Geruchssinn u. a., und nach innen gerichtete Wahrnehmung durch die Propriozeptoren, also Schmerz- und Muskelsinn usw., zusammen mit Informationen der Selbstbeobachtung und -bewertung.
Man unterscheidet grundsätzlich zwischen Körperschema und Körperbild (nach Sandra und Matthew Blakeslee). Das Körperschema ist ein neurophysiologisches Konstrukt, das aus der Integration der taktilen, propriozeptiven, vestibulären, visuellen und akustischen Informationen entsteht. Es hängt mit Lernerfahrung zusammen und setzt sich aus Eigenschaften wie Körperorientierung, Körperausdehnung (Größe) und Körperkenntnis (Bau und Funktion) zusammen. Das Körperbild ist ein psychologisch-phänomenologisches Konstrukt, das sich vor allem auf die mentalen Einstellungen bezieht. Es besteht aus Eigenschaften wie Körperbewusstsein, Körperausgrenzung (Grenzen des eigenen Körpers), Körpereinstellung (zum Beispiel Attraktivität/Aussehen, Bewertung durch andere) und Überzeugungen.
Durch Diskrepanzen zwischen Körperschema und Körperbild können Störungen der Selbstwahrnehmung und des Körpererlebens entstehen. Es kann zu Verzerrung, Verleugnung oder Verdrängung kommen, welche zu Selbstzweifeln und Selbsttäuschungen führen. Beispiele dafür sind die nach ICD-10 klassifizierten Störungen Depersonalisation und Magersucht. Ursachen für solche Störungen sind unter anderem unerreichte eigene (oder zu eigen gemachte fremde) Wunschbilder darüber, wie man gerne sein möchte, dazu die Angst dabei entdeckt zu werden und das Schamgefühl darüber nicht so zu sein, wie man selbst gerne sein möchte – oder die Furcht davor, den Erwartungen anderer nicht oder zu wenig zu genügen. Ein entsprechend nach außen getragenes verzerrtes Selbstbild kann bei gleichzeitig dazu unpassendem Verhalten zu sozialen Problemen führen. 
Nach Ansicht des Philosophen René Descartes („Cogito ergo sum.“) ist Selbstgewissheit nicht eine Sache der Selbstwahrnehmung, sondern Ergebnis eines rationalen Denkakts. Das heißt: dass ich bin, weiß ich nicht daher, dass ich mich selbst wahrnehme, sondern das folgt unzweifelhaft aus meiner Feststellung, dass ich denke.
In der Sinnesphysiologie wird mit Tiefensensibilität oder Propriozeption die eigene Körperwahrnehmung bezeichnet.

## Illusionen der Selbstwahrnehmung
Die Integration verschiedener, paralleler Sinneseindrücke kann bei einer Täuschung zu einer verfälschten bzw. nicht der Realität entsprechenden Selbstwahrnehmung führen. Ein Beispiel für eine Illusion der Selbstwahrnehmung ist die Marmorhand-Illusion. Hierbei wird mit einem kleinen Hammer auf die Hand einer Versuchsperson geklopft. Dabei hört sie über Kopfhörer, synchron zum sichtbaren und spürbaren Klopfen, ein Klopfgeräusch auf Marmor. Dies induziert bei der Versuchsperson eine veränderte Wahrnehmung ihrer Hand. Die Hand wird bereits nach kurzer Zeit als steifer, härter und unempfindlicher wahrgenommen. In der Spiegeltherapie wird eine ähnliche Form der Selbsttäuschung therapeutisch genutzt.